# ومیارکی (استان لوبوسکی)
ومیارکی (استان لوبوسکی) (به لهستانی: Wymiarki) یک روستا در لهستان است که در گمینا ومیارکی واقع شده‌است.
 ومیارکی  ۱٬۳۰۰ نفر جمعیت دارد.